# Palkissaari (ö i Finland)
Palkissaari (enaresamiska: Palgâssuálui) är en ö i Finland. Den ligger i sjön Enare träsk och i kommunen Enare i den ekonomiska regionen Norra Lappland och landskapet Lappland, i den norra delen av landet, 1 000 km norr om huvudstaden Helsingfors. Öns största längd är 4,6 kilometer i sydväst-nordöstlig riktning.